# Oscarverleihung 1938
Übersicht aller ausgezeichneten Filme

1934 | 1935 | 1936 | 1937 | Oscarverleihung 1938 | 1939 | 1940 | 1941 | 1942 | ► | ►►

Weitere Ereignisse
Die Oscarverleihung 1938 fand am 10. März 1938 im Los Angeles Biltmore Hotel in Los Angeles statt. Aufgrund der Flutkatastrophe 1938 in Los Angeles wurde die Verleihung vom 3. März auf den 10. März verschoben. Es waren die 10th Annual Academy Awards. Im Jahr der Auszeichnung werden immer Filme des vorherigen Jahres ausgezeichnet, in diesem Fall also die Filme des Jahres 1937.
| Film                          | N  | A |
| ----------------------------- | -- | - |
| Das Leben des Emile Zola      | 10 | 3 |
| In den Fesseln von Shangri-La | 7  | 2 |
| Ein Stern geht auf            | 7  | 1 |
| Chicago                       | 6  | 2 |
| Die schreckliche Wahrheit     | 6  | 1 |
| Die gute Erde                 | 5  | 2 |
| 100 Mann und ein Mädchen      | 5  | 1 |
| Bühneneingang                 | 4  | 0 |
| Manuel                        | 4  | 1 |
| Sackgasse                     | 4  | 0 |
| … dann kam der Orkan          | 3  | 1 |
| Schiffbruch der Seelen        | 3  | 0 |
| Ein Fräulein in Nöten         | 2  | 1 |
| Für Sie, Madame …             | 2  | 0 |
| Der Gefangene von Zenda       | 2  | 0 |
| Maienzeit                     | 2  | 0 |
| Maria Walewska                | 2  | 0 |
| Night Must Fall               | 2  | 0 |
| Stella Dallas                 | 2  | 0 |
| Topper – Das blonde Gespenst  | 2  | 0 |
| Waikiki Wedding               | 2  | 1 |

## Moderation
Bob Burns

## Gewinner und Nominierte

### Bester Film
Das Leben des Emile Zola (The Life of Emile Zola) – Henry Blanke
Bühneneingang (Stage Door) – Pandro S. Berman
Chicago (In Old Chicago) – Kenneth Macgowan, Darryl F. Zanuck
Die gute Erde (The Good Earth) – Albert Lewin, Irving Thalberg
100 Mann und ein Mädchen (One Hundred Men and a Girl) – Joe Pasternak, Charles R. Rogers
In den Fesseln von Shangri-La (Lost Horizon) – Frank Capra
Manuel (Captain Courageous) – Louis D. Lighton
Sackgasse (Dead End) – Samuel Goldwyn
Die schreckliche Wahrheit (The Awful Truth) – Leo McCarey, Everett Riskin
Ein Stern geht auf (A Star is Born) – David O. Selznick

### Beste Regie
Leo McCarey – Die schreckliche Wahrheit (The Awful Truth)
William Dieterle – Das Leben des Emile Zola (The Life of Emile Zola)
Sidney Franklin – Die gute Erde (The Good Earth)
Gregory La Cava – Bühneneingang (Stage Door)
William A. Wellman – Ein Stern geht auf (A Star is Born)

### Beste Tanzregie
Hermes Pan – Ein Fräulein in Nöten (A Damsel in Distress)
Busby Berkeley – Varsity Show
Bobby Connolly – Ready, Willing and Able
Dave Gould – Die Marx Brothers: Ein Tag beim Rennen (A Day at the Races)
Sammy Lee – Ali Baba geht in die Stadt (Ali Baba Goes to Town)
Harry Losee – Hoheit flirtet (Thin Ice)
LeRoy Prinz – Waikiki Wedding

### Beste Regieassistenz
Robert D. Webb – Chicago (In Old Chicago)
Charles C. Coleman – In den Fesseln von Shangri-La (Lost Horizon)
Russ Saunders – Das Leben des Emile Zola (The Life of Emile Zola)
Eric Stacey – Ein Stern geht auf (A Star is Born)
Hal Walker – Schiffbruch der Seelen (Souls at Sea)

### Bester Hauptdarsteller
Spencer Tracy – Manuel (Captain Courageous)
Charles Boyer – Maria Walewska (Conquest)
Fredric March – Ein Stern geht auf (A Star is Born)
Robert Montgomery – Night Must Fall
Paul Muni –  Das Leben des Emile Zola (The Life of Emile Zola)

### Beste Hauptdarstellerin
Luise Rainer – Die gute Erde (The Good Earth)
Irene Dunne – Die schreckliche Wahrheit (The Awful Truth)
Greta Garbo – Die Kameliendame (Camille)
Janet Gaynor – Ein Stern geht auf (A Star is Born)
Barbara Stanwyck – Stella Dallas

### Bester Nebendarsteller
Joseph Schildkraut – Das Leben des Emile Zola (The Life of Emile Zola)
Ralph Bellamy – Die schreckliche Wahrheit (The Awful Truth)
Thomas Mitchell – … dann kam der Orkan (The Hurricane)
H. B. Warner – In den Fesseln von Shangri-La (Lost Horizon)
Roland Young – Topper – Das blonde Gespenst (Topper)

### Beste Nebendarstellerin
Alice Brady – Chicago (In Old Chicago)
Andrea Leeds – Bühneneingang (Stage Door)
Anne Shirley – Stella Dallas
Claire Trevor – Sackgasse (Dead End)
May Whitty – Night Must Fall

### Beste Originalgeschichte
Robert Carson, William A. Wellman – Ein Stern geht auf (A Star is Born)
Niven Busch – Chicago (In Old Chicago)
Heinz Herald, Géza Herczeg – Das Leben des Emile Zola (The Life of Emile Zola)
Hanns Kräly – 100 Mann und ein Mädchen (100 Men and a Girl)
Robert Lord – Geheimbund Schwarze Legion (Black Legion)

### Bestes adaptiertes Drehbuch
Heinz Herald, Géza Herczeg, Norman Reilly Raine – Das Leben des Emile Zola (The Life of Emile Zola)
Alan Campbell, Robert Carson, Dorothy Parker – Ein Stern geht auf (A Star is Born)
Marc Connelly, John Lee Mahin, Dale Van Every – Manuel (Captain Courageous)
Viña Delmar – Die schreckliche Wahrheit (The Awful Truth)
Morrie Ryskind, Anthony Veiller – Bühneneingang (Stage Door)

### Beste Kamera
Karl Freund – Die gute Erde (The Good Earth)
Gregg Toland – Sackgasse (Dead End)
Joseph A. Valentine – Wings Over Honolulu

### Bestes Szenenbild
Stephen Goosson – In den Fesseln von Shangri-La (Lost Horizon)
Roland Anderson, Hans Dreier – Schiffbruch der Seelen (Souls At Sea)
Carroll Clark – Ein Fräulein in Nöten (A Damsel in Distress)
William S. Darling, David S. Hall – Rekrut Willie Winkie (Wee Willie Winkie)
Richard Day – Sackgasse (Dead End)
Cedric Gibbons, William A. Horning – Maria Walewska (Conquest)
Anton Grot – Das Leben des Emile Zola (The Life of Emile Zola)
Wiard Ihnen – Jeder Tag ein Feiertag (Every Day’s a Holiday)
John Victor Mackay – Manhattan Merry-Go-Round
Jack Otterson – Täglich ausverkauft! (You’re a Sweetheart)
Alexander Toluboff – Für Sie, Madame … (Vogues of 1938)
Lyle R. Wheeler – Der Gefangene von Zenda (The Prisoner of Zenda)

### Bester Ton
Thomas T. Moulton – … dann kam der Orkan (The Hurricane)
John Aalberg – Hitting a New High
Edmund H. Hansen – Chicago (In Old Chicago)
A. E. Kaye – The Girl Said No
Nathan Levinson – Das Leben des Emile Zola (The Life of Emile Zola)
John P. Livadary – In den Fesseln von Shangri-La (The Lost Horizon)
Elmer Raguse – Topper – Das blonde Gespenst (Topper)
Loren L. Ryder – Frisco-Express (Wells Fargo)
Douglas Shearer – Maienzeit (Maytime)
Homer G. Tasker – 100 Mann und ein Mädchen (100 Men and a Girl)

### Bester Schnitt
Gene Havlick, Gene Milford – In den Fesseln von Shangri-La (Lost Horizon)
Bernard W. Burton – 100 Mann und ein Mädchen (100 Men and a Girl)
Al Clark – Die schreckliche Wahrheit (The Awful Truth)
Elmo Veron – Manuel (Captain Courageous)
Basil Wrangell – Die gute Erde (The Good Earth)

### Beste Filmmusik
Charles Previn – 100 Mann und ein Mädchen (100 Men and a Girl)
Constantin Bakaleinikoff – Musik in den Fäusten (Something to Sing About)
Alberto Colombo – Portia on Trial
Nat W. Finston – Maienzeit (Maytime)
Leo F. Forbstein – Das Leben des Emile Zola (The Life of Emile Zola)
Leigh Harline – Schneewittchen und die sieben Zwerge (Snow White and the Seven Dwarfs)
Marvin Hatley – Laurel und Hardy: Zwei ritten nach Texas (Way Out West)
Boris Morros – Schiffbruch der Seelen (Souls at Sea)
Alfred Newman – … dann kam der Orkan (The Hurricane)
Alfred Newman – Der Gefangene von Zenda (The Prisoner of Zenda)
Hugo Riesenfeld – Make a Wish
Louis Silvers – Chicago (In Old Chicago)
Morris Stoloff – In den Fesseln von Shangri-La (Lost Horizon)
Roy Webb – Quality Street

### Bester Song
„Sweet Leilani“ aus Waikiki Wedding – Harry Owens
„Remember Me?“ aus Mr. Dodd Takes the Air – Al Dubin, Harry Warren
„That Old Feeling“ aus Für Sie, Madame … (Vogues of 1938) – Lew Brown, Sammy Fain
„They Can’t Take That Away from Me“ aus Tanz mit mir (Shall We Dance) – George Gershwin, Ira Gershwin
„Whispers in the Dark“ aus Künstlerball (Artists and Models) – Friedrich Hollaender, Leo Robin

### Bester Kurzfilm – Cartoon
Die alte Mühle (The Old Mill) – Walt Disney
Educated Fish – Paramount
The Little Match Girl – Charles Mintz

### Bester Kurzfilm – Farbe
Penny Wisdom – Pete Smith
The Man Without a Country – Warner Bros.
Popular Science J-7-1 – Paramount

### Bester Kurzfilm – eine Filmrolle
The Private Life of the Gannets – Skibo Productions
A Night at the Movies – Metro-Goldwyn-Mayer
Romance of Radium –  Pete Smith

### Bester Kurzfilm – zwei Filmrollen
Torture Money – Metro-Goldwyn-Mayer
Deep South – RKO Radio
Should Wives Work? – RKO Radio

## Besondere Auszeichnungen
| Ehrenoscar                             | Mack Sennett |
| Ehrenoscar                             | Edgar Bergen |
| Ehrenoscar                             | The Museum of Modern Art Film Library |
| Ehrenoscar                             | W. Howard Greene für seine Farbaufnahmen in Ein Stern geht auf |
| Irving G. Thalberg Memorial Award      | Darryl F. Zanuck |
| Academy Award of Merit                 | Agfa Ansco Corporation for Agfa Supreme and Agfa Ultra Speed pan motion picture negatives |
| Preis für Wissenschaft und Entwicklung | Walt Disney Productions, LTD. for the design and application to production of the Multi-Plane Camera                                                                                            |
| Preis für Wissenschaft und Entwicklung | Eastman Kodak Company for two fine-grain duplicating film stocks |
| Preis für Wissenschaft und Entwicklung | Farciot Edouart und Paramount Pictures, Inc. for the development of the Paramount dual screen transparency camera setup                                                                         |
| Preis für Wissenschaft und Entwicklung | Douglas Shearer und M-G-M SSD for a method of varying the scanning width of variable density sound tracks (squeeze tracks) for the purpose of obtaining an increased amount of noise reduction  |
| Preis für Technische Verdienste        | John Arnold und M-G-M Studio Camera Department for their improvement of the semi-automatic follow focus device and its application to all of the cameras used by the Metro-Goldwyn-Mayer Studio |
| Preis für Technische Verdienste        | John P. Livadary, Director of Sound Recording for Columbia Pictures Corporation for the application of the bi-planar light valve to motion picture sound recording                              |
| Preis für Technische Verdienste        | Thomas T. Moulton und United Artists SSD for the application to motion picture sound recording of volume indicators which have peak reading response and linear decibel scales                  |
| Preis für Technische Verdienste        | RCA Manufacturing Co., Inc. for the introduction of the modulated high-frequency method of determining optimum photographic processing conditions for variable width sound tracks               |
| Preis für Technische Verdienste        | Joseph E. Robbins und Paramount Pictures Inc. for an exceptional application of acoustic principles to the sound proofing of gasoline generators and water pumps                                |
| Preis für Technische Verdienste        | Douglas Shearer und M-G-M SSD for the design of the film drive mechanism as incorporated in the ERPI 1010 reproducer                                                                            |